# People Like Us (Fear the Walking Dead)
«Gente como Nosotros»  —título original en inglés: «People Like Us»— es el noveno episodio cuarta temporada y estreno de mitad de temporada de la serie de televisión posapocalíptica, horror Fear the Walking Dead. Se estrenó el 12 de agosto de 2018. Estuvo dirigido por Magnus Martens y en el guion estuvo a cargo de Anna Fishko.

## Trama
Morgan decide regresar a Virginia con la ayuda de Althea y pide a los demás miembros del grupo que lo acompañen. John, aún recuperándose de su herida de bala, tiene la intención de quedarse en Texas y regresar a su cabaña con June y Charlie (los tres viven actualmente en un autobús escolar). Mientras tanto, Strand, Luciana y Alicia viven en una mansión. Strand pasa la mayor parte de sus días intoxicado, Luciana está muy deprimida y Alicia está sola; ninguno de ellos está interesado en unirse a Morgan en su viaje. Morgan ayuda a Alicia, que está siguiendo un camino de notas con la etiqueta "HELP" (que significa ayuda en inglés), a que alguien que posiblemente lo necesite. Los dos matan a más caminantes y llegan a la fuente de las notas, pero la persona ya se ha convertido. Descorazonada, Alicia se separa de Morgan y se va por su cuenta. Charlie huye del autobús escolar y John va a Strand para pedir ayuda para encontrarla. June le confiesa a Althea que tiene miedo de que John no la quiera, porque John se enamoró de "Laura". Luciana atrapa a Charlie en la mansión (que está devolviendo un libro que Nick le había dado), pero ella sale corriendo cuando comienza a desarrollarse una feroz tormenta.

## Recepción
"People Like Us" recibió críticas mixtas de los críticos. En Rotten Tomatoes, "People Like Us" obtuvo una calificación del 64% con un puntaje promedio de 8.0 / 10 basado en 9 reseñas. El consenso crítico de los sitios dice; "Es difícil estar demasiado molesto porque los personajes se han adaptado a patrones monótonos cuando "People Like Us" heralds anuncia las primeras etapas de un zombie-nado giratorio."

### Calificaciones
El episodio fue visto por 1,88 millones de espectadores en los Estados Unidos en su fecha de emisión original, muy por debajo de las calificaciones del episodio anterior de 2,32 millones de espectadores.